# 小田鸡

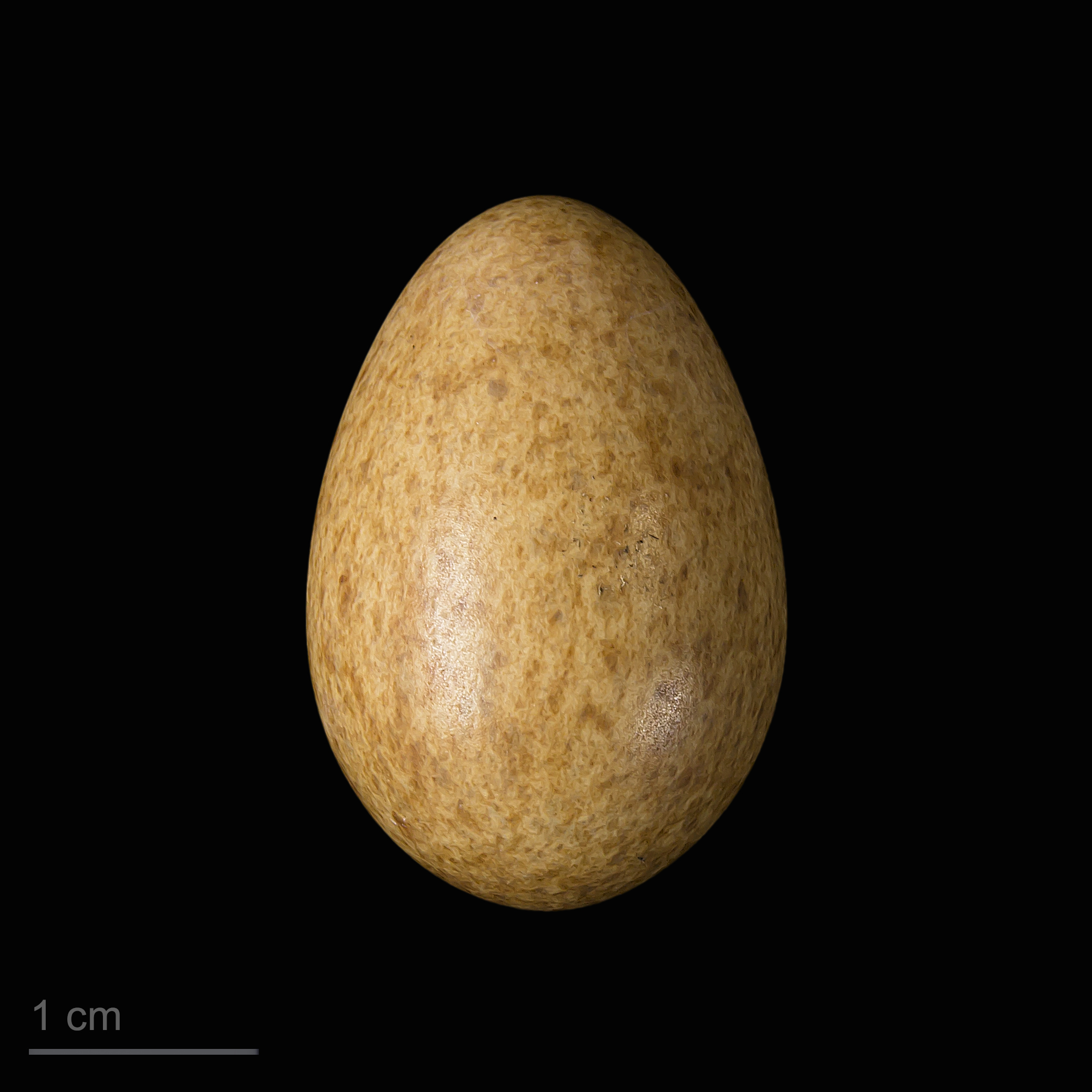
小秧雞的蛋

，为秧鸡科小田鸡属的小型水鸟，分布于歐亞非大陸大部分地區、新幾內亞、澳洲、紐西蘭與其鄰近島嶼。该物种的模式产地在西伯利亚外貝加爾。

## 分佈
牠們的繁殖棲地位於歐洲的莎草科植物區域，主要在東部和整個古北界。牠們曾經在19世紀中期之前繁殖於英國，但由於排出濕地積水，西歐的數量下降。近年來，西北歐有所回升，德國和荷蘭重新出現了這種鳥類的蹤跡，並懷疑在英國有繁殖；2012年愛爾蘭的記錄是自1850年代以來的首次。牠們在濕潤的莎草沼澤中選擇乾燥地點築巢，產下4-8枚鳥蛋。這種鳥類是遷徙性動物，冬季在東非洲和南亞過冬。
牠們也是非洲和澳大拉西亞的定居繁殖鳥類。在北美洲有一個於2000年9月在阿圖島的記錄。

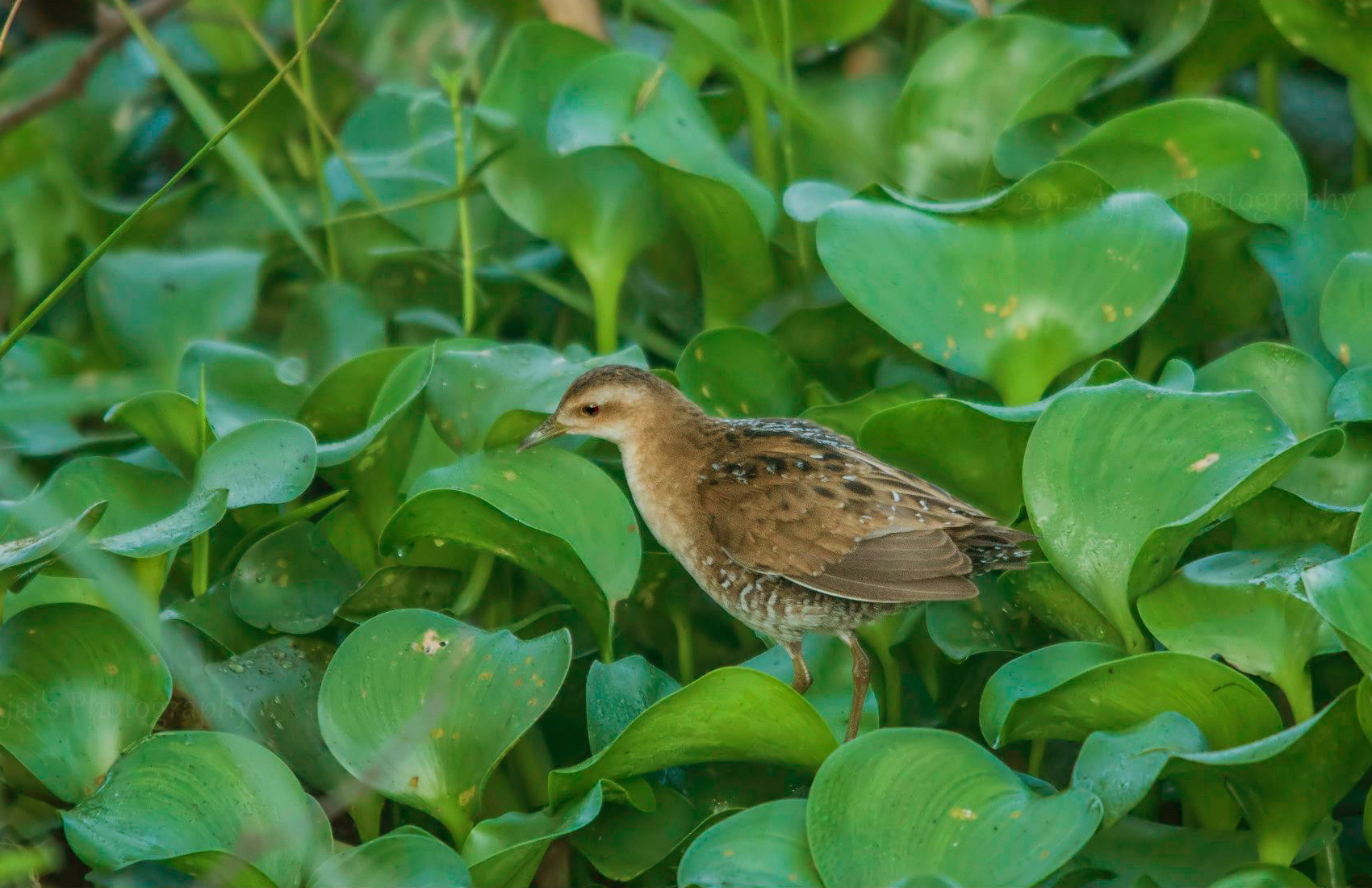
哥印拜陀，泰米爾納德邦

### 亞種
小秧雞至少有五個亞種：
- ：分布于欧洲至小亚细亚，东非和南非以及马达加斯加。
- ：分布于新西兰和查塔姆群岛。[4]
- 小田鸡指名亚种（学名：Porzana pusilla pusilla）。分布于中亚和东亚；越冬于印度、马来亚和菲律宾。在中国大陆，分布于华南、华北等地。该物种的模式产地在西伯利亚。[5]
- ：在澳大利亞和新幾內亞
- ：在婆羅洲

## 描述
小秧雞體長16—18 cm（6.3—7.1英寸），重约35.4克，翼长约84.4毫米，嘴峰长约17.4毫米，喙宽度约2.4毫米，喙厚度约4.8毫米，跗蹠长约25毫米，尾长约32.2毫米。
小秧雞類似於僅稍大一些的姬田雞。小秧雞有一個短直的喙，為黃色或綠色，沒有紅色基部。成鳥主要為棕色上體，帶有一些白色斑點，臉部和下體為藍灰色。後側面有黑白條紋。牠們有綠色的腿，長趾，以及一個帶有條紋的短尾巴。
未成熟的小秧雞與成鳥相似，但下體有廣泛的條紋。剛孵化的雛鳥全身黑色，與所有秧雞相同。

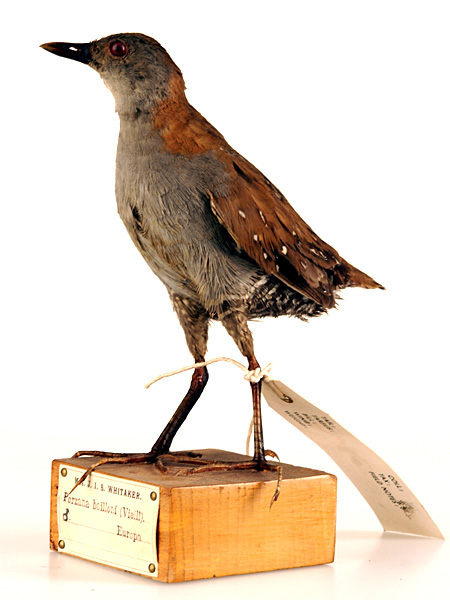
填充標本

## 行為

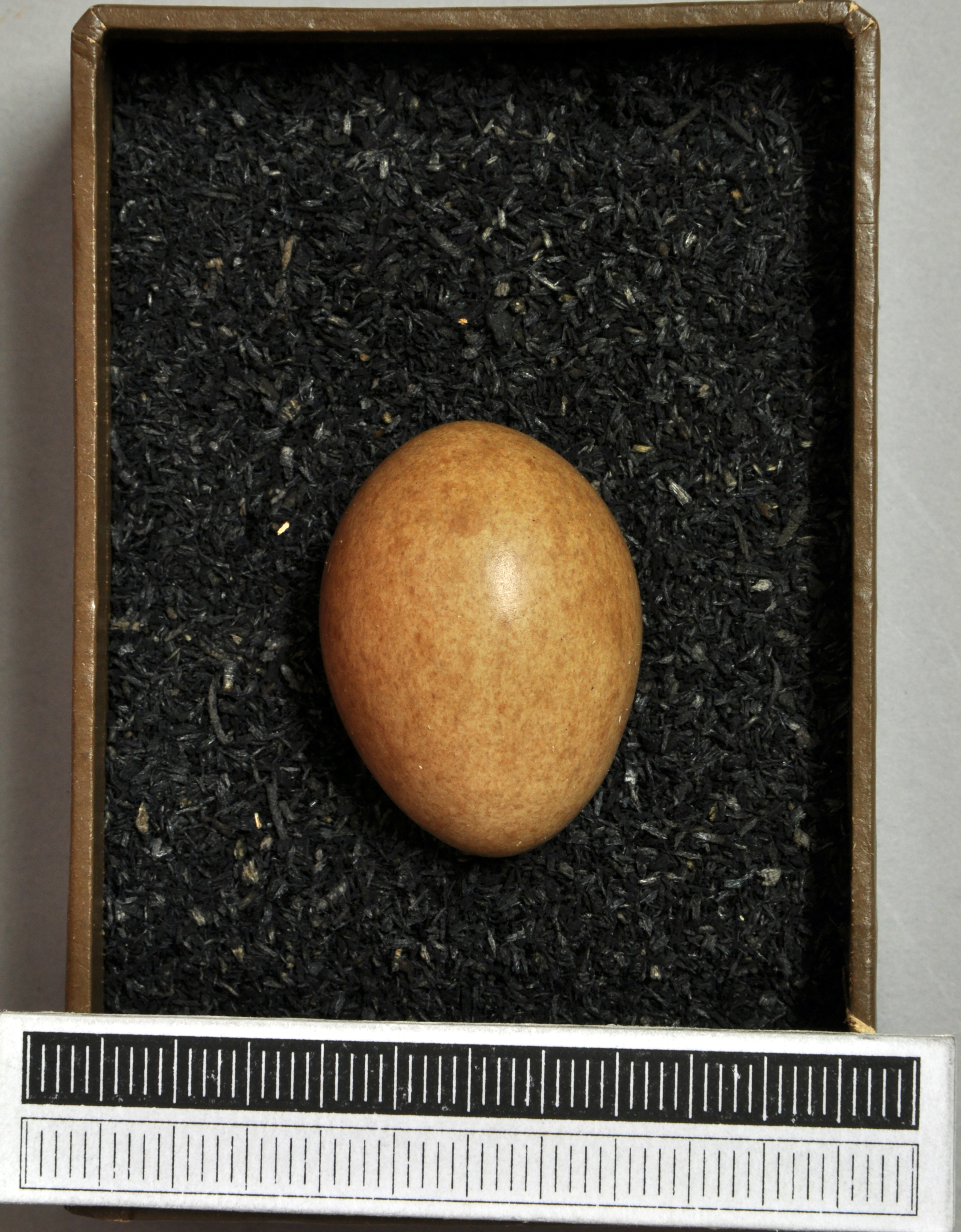
蛋, 收藏於威斯巴登博物館

這些鳥用牠們的喙在泥濘或淺水中探查，也會靠視覺撿拾食物。牠們主要以昆蟲和水生動物為食。
小秧雞在繁殖季節非常隱秘，多數時候以叫聲而非視覺被人察覺。此時牠們會發出像歐洲水蛙或小水鴨般的響亮鳴聲聲。在遷徙或越冬時牠們較容易被觀察到。

## 現況

### 國際
小秧雞是Agreement on the Conservation of African-Eurasian Migratory Waterbirds（非歐亞遷移性水鳥協定）所適用的物種之一。